# 尾崎秀实
尾崎秀实（日语：／ Ozaki Hotsumi，1901年4月29日—1944年11月7日），日本评论家、记者、共产主义者、中國問題專家、苏联间谍。主張「東亞協同體」。

## 生平
1901年4月29日，尾崎秀實出生在東京府東京市芝区芝伊皿子町。父亲尾崎秀真是報知新聞的記者。他出生后不久，父亲受台湾总督府民政长官后藤新平的邀请前往台湾，担任台湾日日新闻社汉文部的主笔。尾崎秀实的童年在台北长大，也因此對日本人對台灣人的歧視待遇留下痛苦經驗。后来进入台北第一中学校（今台北市立建国高级中学）学习。1922年自旧制第一高等学校毕业，进入东京帝国大学法学部学习。1925年毕业后，进入东大大学院进修，学习了一年。在此期间他接触到了共产主义思想，在大森义太郎的指导下参加唯物论的研究会。
1926年，他加入朝日新闻社担任记者，翌年被派往大阪朝日新闻支那部，成为特派员，前往上海。他精通英语和德语，得到太田宇之助支局長的支持。在上海期间他经常出入内山书店，与店主内山完造以及郭沫若、鲁迅、夏衍等中国左翼人士熟识，并和中国共产党交流。1930年，他认识了苏联间谍理查·佐尔格。1931年，经满铁调查部上海满铁公处的小松重雄介绍，与川合貞吉相识。
1932年被大阪本社调回日本国内，供职于外报部。5月末，代号为“南龙一”的宫城与德来访，在宫城的介绍下与佐尔格在奈良再度见面，正式成为佐尔格谍报团的成员。尾崎秀实在近衛文麿首相执政期间，在政界、舆论界都有非常重要的地位，在军部关系特殊。在佐佐弘雄的介绍下，他参加了近衛文麿的亲信後藤隆之助组织的昭和研究会。这是一个近衛文麿研究施政方针的私人智囊团体，因此在日本侵华战争以及太平洋战争开战之前都能接触到政治最高层的消息，对日本国政施加影响。1939年，成为满铁调查部嘱託職員，在此期间他趁机打探关东军的动向。
1941年，佐尔格间谍案被发觉，尾崎秀实在該年10月14日遭特別高等警察（特高）逮捕。经过审讯，尾崎秀实承认自己是苏联间谍。根据其自己的供述，他在二战期间作为记者以及近衛文麿的智囊，极力主张日本应扩大在华战线以消灭國民政府，其后在近衛政府就北进与南进犹豫不决时也主张南进东南亚与英美政府开战，目的是使苏联与中国共产党政权发展壮大，实现由中国共产党控制的中国、放弃资本主义制度的日本以及社会主义国家苏联主导的「东亚新秩序」。1944年11月7日，就在苏联十月革命纪念日当天，尾崎秀实以违反国防保安法、軍機保護法、治安维持法的罪名，在巢鸭监狱处以绞刑，佐尔格也在同一天被绞死。
2010年，俄罗斯政府追授给尾崎秀实勋章和奖状。

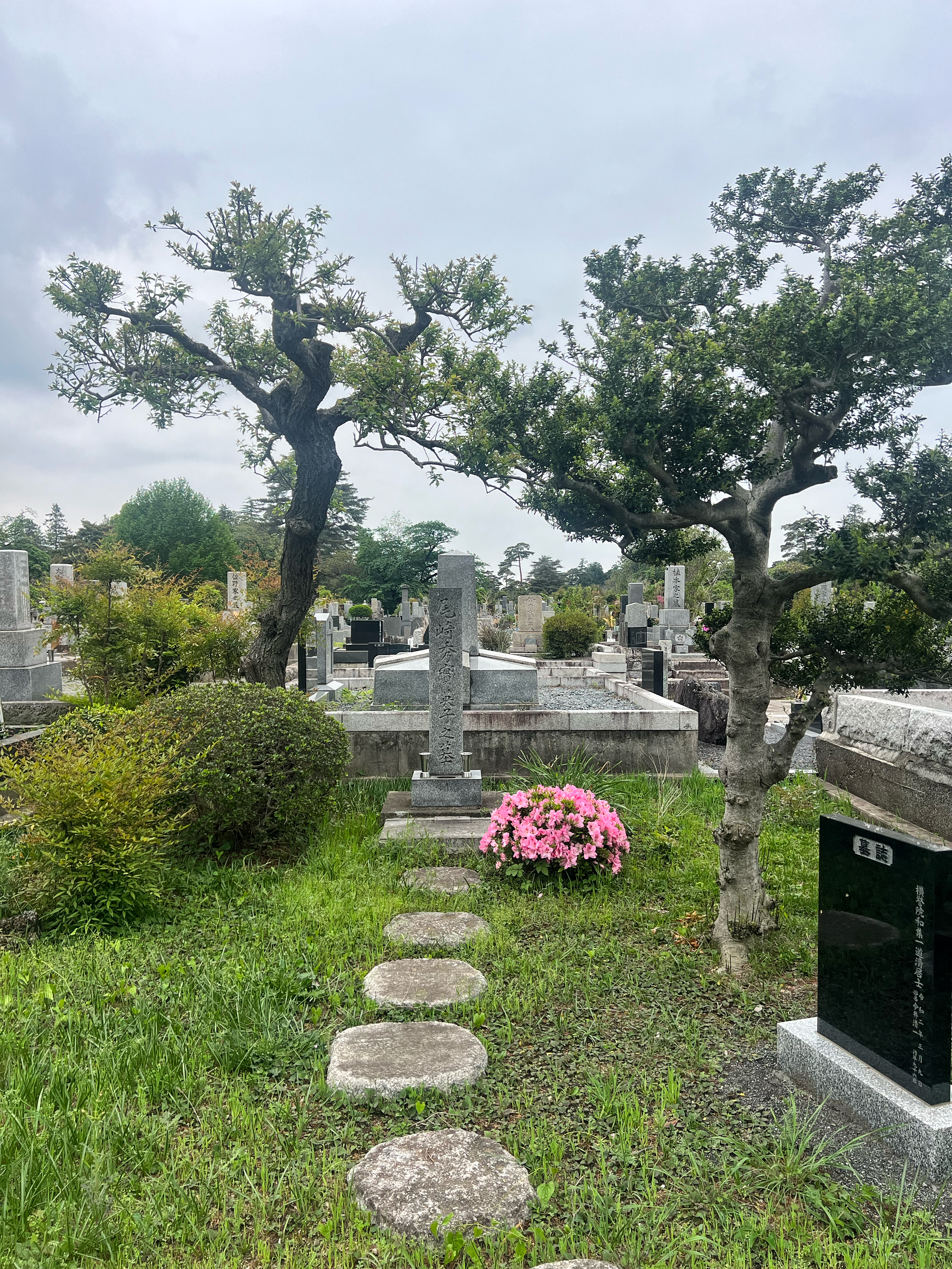
位于日本东京西部多摩陵园的尾崎秀实墓

尾崎秀實墓地位於多磨靈園。他寫給妻子英子的遺書由青空文庫出版。

## 相关人物
- 志位正二
- 宫城与德
- 石田博英